# Coniandreae
Coniandreae — триба рослин родини гарбузових, яка включає 163 види з Африки, Азії, Північної Америки, Південної Америки.

## Склад триби
- Apodanthera[1]
  - 25 видів — південь США, Мексика, Південна Америка
- Bambekea[2]
  - Bambekea racemosa — тропічна Африка
- Ceratosanthes[3]
  - 11 видів — Південна Америка
- Corallocarpus[4]
  - 15 видів — Африка, Західна й Південна Азія
- Cucurbitella[5]
  - Cucurbitella asperata — Південна Америка
- Dendrosicyos[6]
  - Dendrosicyos socotranus — Оман
- Doyerea[7]
  - Doyerea emetocathartica — Мексика, Центральна Америка, Південна Америка
- Eureiandra[8]
  - 8 видів — Африка
- Gurania[9]
  - 48 видів — Центральна Америка, Південна Америка
- Halosicyos[10]
  - Halosicyos ragonesei — Південна Америка
- Helmontia[11]
  - 3 види — Південна Америка
- Ibervillea (у т. ч. Tumamoca)[12]
  - 8 видів — південь США, Мексика, Центральна Америка
- Kedrostis[13]
  - 22 види — Африка, Західна, Південна й Південно-Східна Азія
- Psiguria[14]
  - 6 видів — Мексика, Центральна Америка, Південна Америка
- Seyrigia[15]
  - 6 видів — Мадагаскар
- Trochomeriopsis[16]
  - Trochomeriopsis diversifolia — Мадагаскар
- Wilbrandia[17]
  - 5 видів — Південна Америка